# Christopher Fettes
Christopher Fettes (Bromley, Kent, Anglaterra, 1937) és un dels fundadors del Partit Verd irlandès, membre honorari de la Unió Vegetariana Internacional i també de l'Associació Mundial d'Esperanto. És oncle de Mark Fettes, actual president de l'Associació Mundial d'Esperanto.
Christopher Fettes va ser educat a l'Escola Clayesmore, a Dorset, i posteriorment al Trinity College de Dublín. Després d'ensenyar durant un any a França, ho va fer durant 37 anys al St Columba's College, a Dublín, la major part d'aquest temps com a director de l'escola. Degut a la seva experiència com a professor de francès com a llengua estrangera, es va interessar per l'esperanto, llengua que va aprendre el 1967. Durant aquest període va fer reviure la Lliga contra la Vivisecció d'Irlanda i l'Associació d'Esperanto d'Irlanda, entitat de la qual va ser president. El 1970 es va convertir en ciutadà irlandès, va fundar la Societat Vegetariana d'Irlanda i va ser Secretari de la Unió Vegetariana Europea. També ha estat membre del Consell Central de la Creu Roja irlandesa i president de l'Associació Mundial d'Esperantistes Vegetarians. Com a esperantista, durant molts anys ha estat el responsable dels congressos esperantistes infantils. També és el fundador de l'Associació de Verds Esperantistes i el primer redactor de la seva revista Aveno.
Pel que fa al seu vessant polític, el 1981 va escriure una carta al diari Irish Times per saber si hi havia algú interessat a crear un partit ecologista irlandès. Va rebre al voltant de 80 respostes i va fundar l'Ecology Party d'Irlanda amb una altra esperantista, Máire Mullarney. Aquest partit es va convertir més tard en el Partit Verd irlandès, que va arribar a formar part d'una coalició de govern a Irlanda entre 2007 i 2011, juntament amb Fianna Fáil i el partit dels Progressive Democrats. Christopher Fettes es va presentar com a candidat del partit verd irlandès en les eleccions al Parlament Europeu el 1984, aconseguint l'1,9% dels vots. També va participar en les eleccions generals de 2002 i de 2011 com a candidat per la circumscripció de Laois-Offaly.